# Понтепијетра (Торино)
Понтепијетра је насеље у Италији у округу Торино, региону Пијемонт.
Према процени из 2011. у насељу је живело 815 становника. Насеље се налази на надморској висини од 596 м.